# Melinoides albarita
Melinoides albarita är en fjärilsart som beskrevs av Paul Dognin 1893. Melinoides albarita ingår i släktet Melinoides och familjen mätare. Inga underarter finns listade i Catalogue of Life.